# عائشة بن أحمد
عائشة بن أحمد (7 فبراير 1989 -) هي ممثلة سينما، مسرح وتلفزيون تونسية مقيمة في العاصمة المصرية القاهرة. اشتُهِرت خلال أدوارها الأولى خصوصا في فيلم "بعد ظهر الخميس" (بالفرنسية: Jeudi après-midi)، ومسلسل "من أجل عيون كاترين (بالفرنسية: Pour les beaux yeux de Catherine).

## حياتها

### البدايات
بدأت عائشة مشوارها من خلال انضماها إلى فرقة رقص تترأسها سهام بالخوجة، ثم حصلت بعدها على شهادة الباكالوريا في الفنون. والتحقت بمدرسة الفنون والديكور في تونس العاصمة، حيث حصلت هناك على دبلوم في الفنون والغرافيك والإعلان. بعدها عملت كمصممة في وكالة خاصة بالأحداث والمناسبات قبل أن يلاحظها المخرج نوري بوزيد ويكتشف موهبتها في التمثيل.

### في التمثيل
في السينما حصلت على أول أدوارها في فيلم «حكايات تونسية» سنة 2010، ثم شاركت بعدها في فيلم سوري بإسم «صديقي الأخير».
سنة 2011، احتلت المركز الثاني خلال استفتاء لموقع "Trocadéro" الإلكتروني حول أجمل 10 سيدات تونسيات.
سنة 2012، شاركت في مسلسل "من أجل عيون كاترين" (في دور نادية) للمخرج حمادي عرافة والسيناريست رفيقة بوجدي، بجانب فتحي الهداوي ووحيدة الدريدي.
في فبراير 2012، ظهرت عائشة على غلاف مجلة تونيفيزيون ثم على غلاف مجلة "E-jeune" في نفس الشهر.
ظهرت في الأعمال المصرية لأول مرة سنة 2015 من خلال مسلسل ألف ليلة وليلة، ثم سنة 2016 في مسلسل شهادة ميلاد.
ثم ظهرت لأول مرة في السينما المصرية سنة 2017 من خلال فيلم الخلية للمخرج طارق العريان (في دور نهى) رفقة أحمد عز. وفي سنة 2018 شاركت في بطولة مسلسل نسر الصعيد مع محمد رمضان. وفي سنة 2021 شاركت في بطولة مسلسل لعبة نيوتن مع منى زكي.
شاركت ببطولة روحي فيك (مسلسل) من تأليف أحمد عثمان وإخراج محمد لطفي

## أعمالها

### الأفلام
| السنة | اسم الفيلم           | المخرج           | المؤلف                     | الدور               |
| ----- | -------------------- | ---------------- | -------------------------- | ------------------- |
| 2011  | حكايات تونسية        | ندى المازني حفيظ | هشام الآغا                 |                     |
| 2012  | صديقي الأخير         | جود سعيد         | جود سعيد وفارس الذهبي      | ايميلي              |
| 2013  | خميس عشية            | محمد دمق         | طارق بن شعبان ومحمد دمق    | زهرة                |
| 2015  | عزيز روحو            | سنية الشامخي     |                            | هند                 |
| 2016  | زيزو (عطر الربيع)    | فريد بوغدير      | فريد بوغدير                | خديجة               |
| 2017  | أوغسطينوس ابن دموعها | سمير سيف         | سامح سامي                  | مونيكا              |
| 2017  | الخلية               | طارق العريان     | صلاح الجهيني وطارق العريان | نهى، زوجة عمر       |
| 2019  | الفلوس               | وائل نبيل        | محمد عبد المعطي وتامر حسني | هايلة               |
| 2020  | توأم روحي            | عثمان أبو لبن    | أماني التونسي              | علياء، مي، ملك، هنا |
| 2021  | ريتسا                | أحمد يسري        | معتز فتيحة                 | ريتسا               |

### المسلسلات
| السنة | اسم المسلسل          | المخرج                      | المؤلف                                                     | الدور        |
| ----- | -------------------- | --------------------------- | ---------------------------------------------------------- | ------------ |
| 2012  | من أجل عيون كاترين   | حمادي عرافة                 | رفيقة بوجدي                                                | نادية        |
| 2013  | نجوم الليل (الجزء 4) | مهدي نصرة                   | مهدي نصرة                                                  | عائشة        |
| 2015  | ألف ليلة وليلة       | رؤوف عبد العزيز             | محمد ناير                                                  | قمر الزمان   |
| 2016  | شهادة ميلاد          | أحمد مدحت                   | عمرو سمير عاطف                                             | أمل الزهار   |
| 2018  | السهام المارقة       | محمود كمال                  | شيرين دياب                                                 | أم أُبي       |
| 2018  | نسر الصعيد           | ياسر سامي                   | محمد عبد المعطي وأحمد علي موسى                             | ليلى         |
| 2018  | أبواب الشك           | أحمد سمير فرج               | محمد ناير وكريم الدليل وبيشوي حنا ورامي إسماعيل            | دينا         |
| 2019  | أبو جبل              | أحمد صالح                   | محمد سيد بشير                                              | مريم         |
| 2021  | لعبة نيوتن           | تامر محسن                   | تامر محسن                                                  | أمينة        |
| 2021  | حرقة (الجزء1)        | لسعد الوسلاتي وجودة الماجري | لسعد الوسلاتي وعماد الدين الحكيم                           | هالة         |
| 2022  | ملف سري              | حسن البلاسي                 | محمود حجاج                                                 | مريم المالكي |
| 2022  | النّزوة               | أمير رمسيس                  | محمد الحاج                                                 | هالة         |
| 2022  | وعد إبليس            | كولين توج وأشرف حامد        | توني جوردن وانجي لومان فيلد وسهى آل خليفة                  | زينة         |
| 2023  | مذكرات زوج           | تامر نادي                   | أحمد شفيق بهجت ومحمد سليمان عبد المالك                     | شيرين        |
| 2023  | روحي فيك             | محمد لطفي                   | أحمد عثمان                                                 | سحر          |
| 2024  | بدون سابق إنذار      | هاني خليفة                  | عمار صبري وألما كفارنة وسمر طاهر وكريم الدليل وعمرو الدالي | ليلى         |
| 2025  | الغاوي               | محمد جمال العدل             | محمود زهران و طارق الكاشف                                  | فاطمة        |

### المسرحيات
| السنة | اسم المسرحية | المخرج     | المؤلف     | الدور                    |
| ----- | ------------ | ---------- | ---------- | ------------------------ |
| 2013  | زنقة النساء  | نعمان حمدة | فاطمة بنور | صوفي (في النسخة الثانية) |

### البرامج
| السنة | اسم البرنامج     | الدور | القناة                           |
| ----- | ---------------- | ----- | -------------------------------- |
| 2014  | معكم منى الشاذلي | ضيفة  | قناة سي بي سي                    |
| 2018  | 90 دقيقة         | ضيفة  | قناة المحور                      |
| 2020  | خلي بالك من فيفي | ضيفة  | قناتي أم بي سي مصر 2 وإم بي سي 5 |
| 2021  | خمس نجوم         | ضيفة  | قناة أم بي سي مصر                |

## روابط خارجية
- عائشة بن أحمد على موقع IMDb (الإنجليزية)
- عائشة بن أحمد على موقع قاعدة بيانات الأفلام العربية